# Хавулти

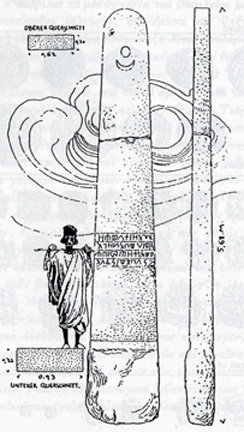
Рисунок Хавулти 1913 года, сделанный Немецкой аксумской экспедицией

Хавулти — обелиск доаксумского или раннего аксумского периода, расположенный в Мэтэре в Эритрее. На этом памятнике расположен самый древний известный образец древнего эфиопского письма геэз (также называемого древнеэфиопским).

## Описание

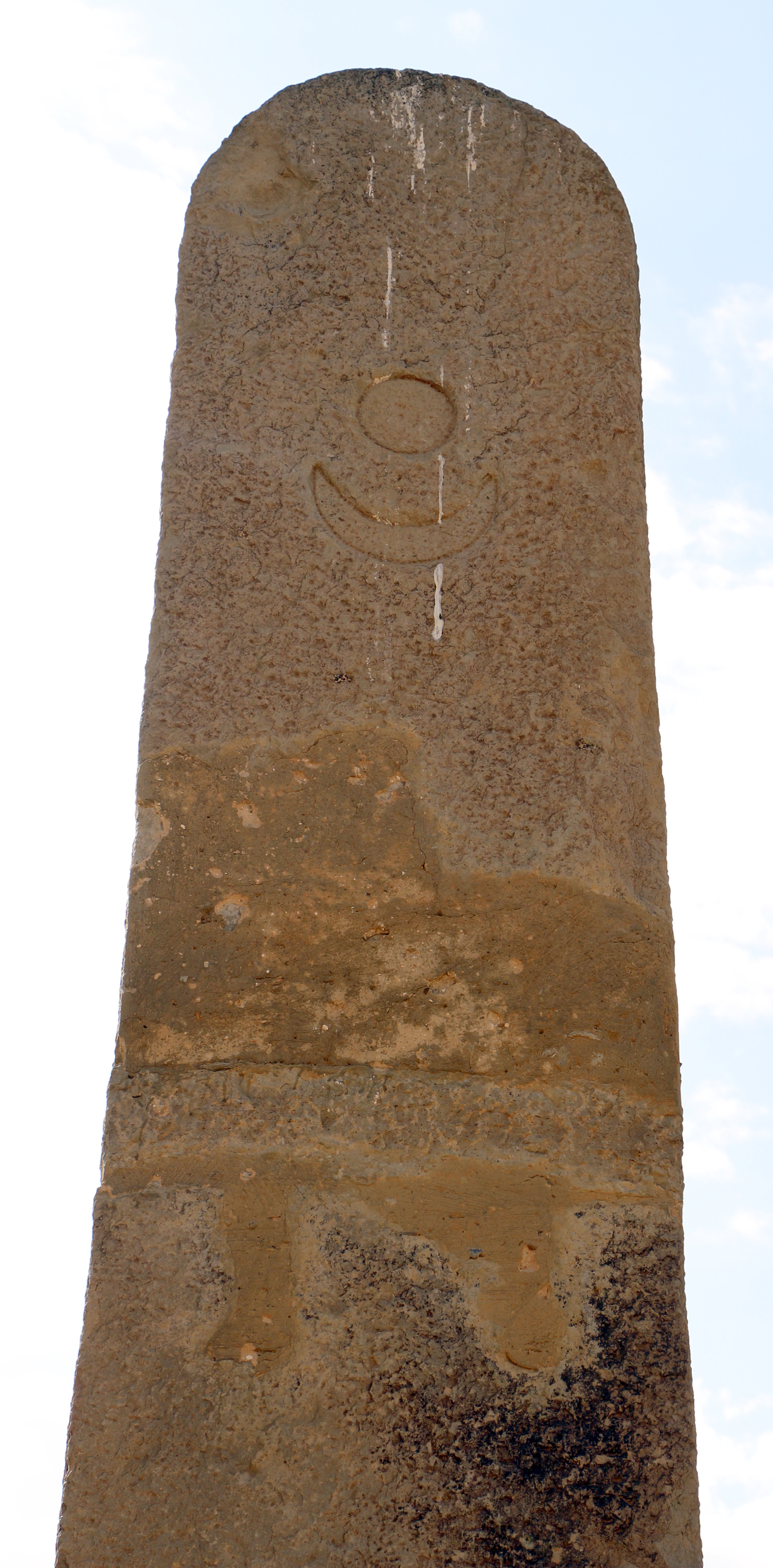
Символы солнца и полумесяца на стеле в Мэтэре

Высота памятника Хавулти составляет 5,5 метров, в верхней его части изображены солнечный диск и полумесяц; Уллендорф полагает, что эти символы «несомненно предназначены для того, чтобы отдать стелу под покровительство богов, вероятно, Шамс, богини Солнца, и Сина, бога Луны». Эти дохристианские символы, а также палеографические характеристики, такие как отсутствие гласных знаков в эфиопском письме, убедили Уллендорфа в том, что памятник датируется «началом IV века н. э.».
Уллендорф перевел эту надпись следующим образом:
Это обелиск, который (каузатив) сделал
'Агаз для своих отцов, которые
увели молодёжь 'В`
'ЛФ, а также СБЛ.
Его перевод отличается от перевода Энно Литтманна в нескольких моментах. Во-первых, Литтманн считал, что третья строка относится к рытью каналов поблизости (его перевод «zog die Kannaele von` Aw`a»), несмотря на отсутствие каких-либо признаков каналов или рвов в этом районе; Уллендорф утверждает, что глагол схб в надписи следует переводить как «уводить, захватывать». Во-вторых, он полагал, что существительные — «В'», «'ЛФ» и «СБЛ» — были топонимами, и, основываясь на беседах с местными жителями, Уллендорф отождествил их с близлежащими населенными пунктами: более ранним названием Баракнахи, места нахождения церкви XII века в 17 километрах от Мэтэры, было Субли, а не менее известная православная церковь в Гунда-Гунде, в 22 километрах от Мэтэры, когда-то была известна как Ава-ильфи (Aw`a 'ilfi).

## Современная история

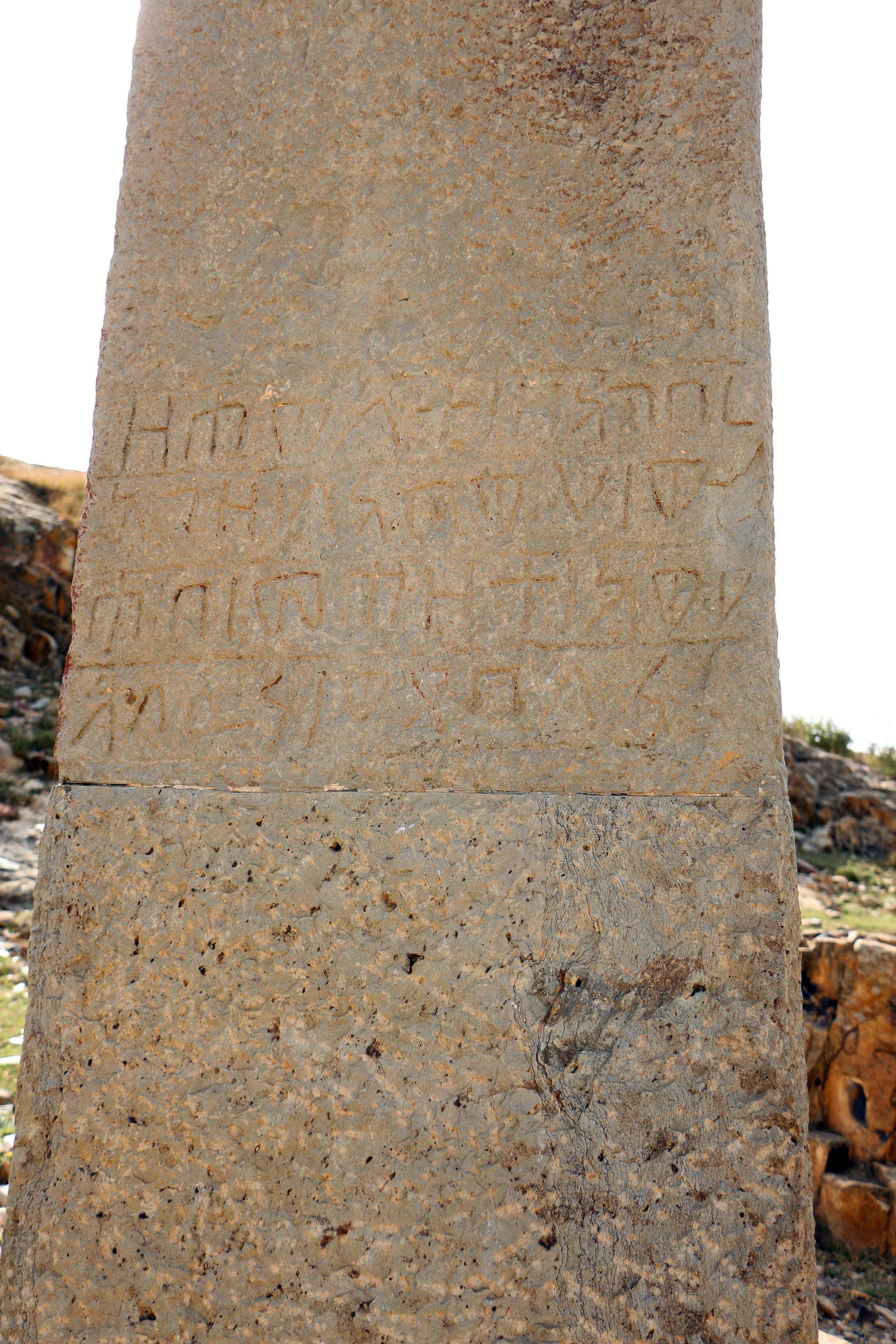
Обелиск в Балау Кава (Мэтэра)

В далёком прошлом Хавулти был опрокинут и сломан пополам — в таком виде его и нашёл Литтманн, руководитель Немецкой аксумской экспедиции. Итальянское колониальное правительство отремонтировало обелиск, скрепив его двумя железными прутами, и установило в том месте, которое считается его надлежащим местоположением. Тем не мене, его первоначальное местоположение точно не известно.
Во время короткой оккупации южной Эритреи во время эритрейско-эфиопского конфликта Хавулти был опрокинут и повреждён эфиопскими войсками, однако затем был отремонтирован Национальным музеем Эритреи.